# زبان‌های اروگوئه
زبان رسمی اوروگوئه، زبان اسپانیایی است. علاوه بر اسپانیایی، ۸ زبان دیگر نیز در اوروگوئه صحبت می‌شود که عبارتند از چانا، چاروایی، گوارانی، امبیا، کوئراندی، اسپانیایی معیار، ییدیش شرقی و زبان اشاره اودوگوئه‌ای. پرتغالی به‌طور گسترده در اوروگوئه به ویژه در کنار مرز با برزیل به عنوان زبان دوم کاربرد دارد. انگلیسی نیز در دانشگاه‌ها آموزش داده می‌شود.